# Toxoneuron californicum
Toxoneuron californicum är en stekelart som först beskrevs av William Harris Ashmead 1894.  Toxoneuron californicum ingår i släktet Toxoneuron och familjen bracksteklar. Inga underarter finns listade i Catalogue of Life.